# Austrofromia
Austrofromia är ett släkte av sjöstjärnor. Austrofromia ingår i familjen Ophidiasteridae.
Kladogram enligt Catalogue of Life:
| Austrofromia | \| \| Austrofromia polypora \| \| \| \| \| \| Austrofromia schultzei \| \| \| \| |
|              | \| \| Austrofromia polypora \| \| \| \| \| \| Austrofromia schultzei \| \| \| \| |
|              | Austrofromia polypora                                                            |
|              |                                                                                  |
|              | Austrofromia schultzei                                                           |
|              |                                                                                  |

## Bildgalleri

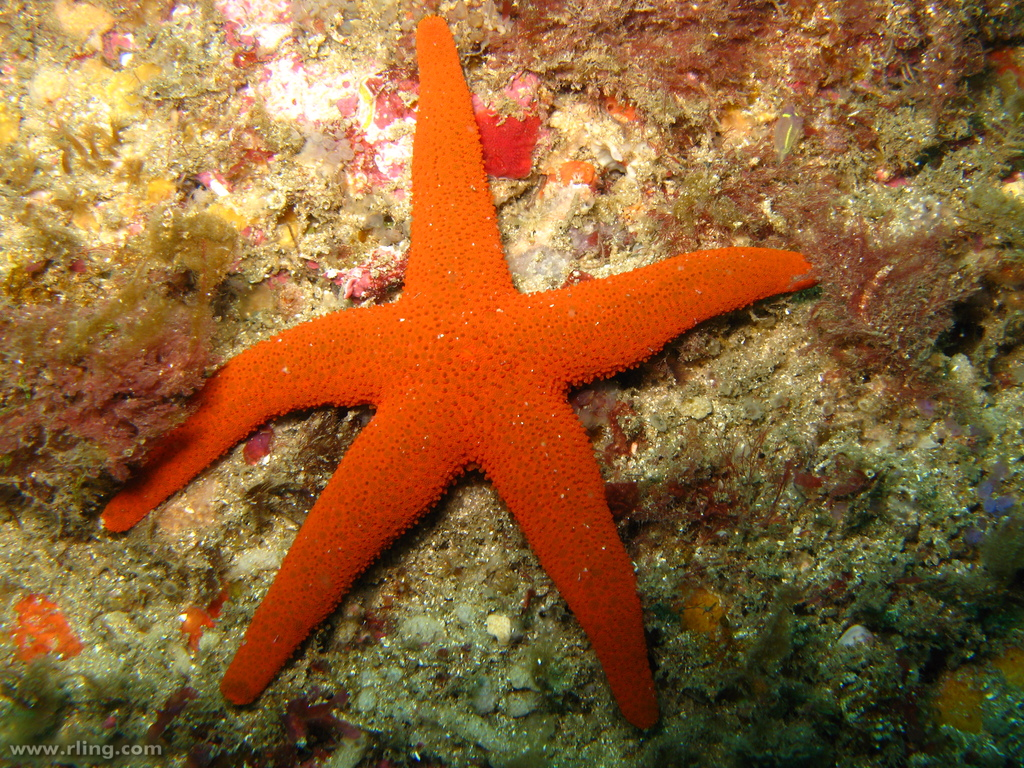